# جفر طیور
 جفر طیور  روستای کوچکی از توابع بخش شیبکوه شهرستان بندر لنگه در استان هرمزگان واقع در جنوب ایران.
این روستا در ۴ کیلومتری شمال غربی عرمکی واقع شده‌است. این روستا (بوطیور) نیز نامیده می‌شود.

## محدوده جفر طیور
از شمال عرمکی، از جنوب مکاحیل، از مغرب جزه، و از سمت مشرق به چیرو محدود می‌گردد.

## جمعیت
جمعیت آن در حدود ۴۰ نفر می‌باشند که تماماً از اهل سنت از شاخه شافعی هستند یعنی از پیروان امام محمد ادریس شافعی هستند و بزبان عربی تکلم می‌کنند.
دارای سه مسجد، برق، لوله‌کشی آب، آب‌انبار (برکه)، خانه بهداشت و دبستان می‌باشد.

## پیشه
شغل اهالی ماهی گیری، دامداری و کشاورزی است، گروهی از جوانان ده برای کار و بازرگانی به آن سوی خلیج فارس می‌روند.